# Vagindra-Schrift
Die Vagindra-Schrift (auch: Vaghintara-Schrift) ist eine der zahlreichen mongolischen Schriften. Sie wurde 1905 von dem burjatischen Lama Agvaan Lchaaramba – auch Agvaan Doržijev, Agvaandorž, Agvaanchamba, burjatischer Khanèjen Agvaan oder auch Vagindra – geschaffen und eben nach dieser letzten Namensvariante benannt. Es handelt sich um den zweiten grundlegenden Versuch einer Weiterentwicklung der klassischen mongolischen Schrift.

## Agvaan Lchaaramba
Agvaan Lchaaramba wurde 1853 als Agvaandorž geboren und kam mit 19 Jahren als Schüler in das Brajbün Kloster in Lhasa. Zusammen mit dem achten Bogd Žavzandamba Khutagt kehrte er in die Mongolei zurück und legte etwas später in Ikh Khüree die Gelübde eines Lamas ab. Im Jahr 1888 erhielt er den Titel des Lchaaramba, und in derselben Zeit wurde er in die Gefolgschaft des 13. Dalai Lamas aufgenommen.
In den folgenden Jahren verbrachte Agvaan Lchaaramba einige Zeit in Indien, bevor er über China schließlich nach Burjatien zurückkehrte. 1898 brach er zu einer Europareise auf und besuchte die meisten europäischen Metropolen. Der zentrale Anlass war jedoch ein Besuch in Sankt Petersburg, bei dem er Zar Nikolai II. ein Bittgeschenk im Auftrag des Dalai Lamas überreichte. In den folgenden Jahren spielte er immer wieder die Rolle eines Mittlers zwischen Sankt Petersburg und Tibet, das die Unterstützung Russlands im Streben nach Unabhängigkeit von den Mandschus suchte. Dass diese aktive politische Rolle eine direkte Gefahr für Agvaan Lchaaramba bedeutete, zeigt sich in den wiederholt auftauchenden Gerüchten, dass ein Kopfgeld auf ihn ausgesetzt sei.
Während er beständig seiner Botentätigkeit zwischen Russland und Tibet nachging, entwickelte er 1905 die Vagindra-Schrift. Damit etablierte er sich auch als Linguist.
1909 begann er mit dem Bau eines buddhistischen Tempels in Sankt Petersburg, der 1915 eingeweiht wurde. Als er nach der Oktoberrevolution 1917 aus Russland floh, wurde er von den Russen wegen Spionage inhaftiert. Ein bestochener Wärter leitete schließlich einen Brief an den Mongolisten Kotviè weiter, der ihn mit Hilfe einiger anderer Wissenschaftler schließlich frei bekam.
1938 wurde Agvaan Lchaaramba in dem Tempel Acaan in Burjatien, in dem er lebte, verhaftet und in Ulan-Ude in ein Gefängnis gebracht, in dem er als 85-jähriger Greis noch in demselben Jahr verstarb. In der Forschung ist man sich bis heute nicht sicher, auf welcher Seite Agvaan Lchaaramba tatsächlich stand. Eine Möglichkeit besteht darin, dass er ein Doppelagent war.

## Das Alphabet der Vagindra-Schrift
Nach der Einführung der oiratischen Schriftsprache und der Klaren Schrift wurde nun von Agvaan Doržijev unter Bevorzugung des westburjatischen Dialekts der Versuch der Schaffung einer neuen Schrift unternommen. Die wesentlichen Neuheiten gegenüber der klassisch mongolischen Schrift waren dabei nicht nur die Beseitigung von Digraphen und der polysemen Buchstaben, sondern auch der positionellen Allographen (Ausnahme: Buchstabe „a“), letzteres führt der Mongolist Š. Čojmaa auf eine Beeinflussung europäischer Schriftsysteme zurück, die Agvaan Lchaaramba bei seinen Reisen ausführlich kennenlernte:

„Der Einfluß der kyrillischen und lateinischen Buchstaben läßt sich an vielen Punkten feststellen. So unterscheidet sich die Form der Buchstaben nicht am Anfang, in der Mitte oder am Ende eines Wortes [...].“

Sowohl bei der Schreibung langer Vokale wie auch der Verwendung von Diakritika orientierte sich Doržijev zweifellos an der oiratischen Schrift. Das Vagindraalphabet beinhaltet als Zusatz auch eine Reihe zusätzlicher Schriftzeichen, die ausschließlich zur Schreibung russischer Wörter aus dem Kyrillischen gedacht sind. Desgleichen gilt für zwei Satzzeichen (Frage- und Rufezeichen), die bei den mongolischen Schreibsystemen bisher unbekannt waren.

## Geschichtliche Entwicklung
Das Scheitern dieser Schrift lag wohl an verschiedenen Faktoren: der Orientierung am westburjatischen Dialekt, der schwierigen Beherrschung der hybriden Schriftsprache für die Sprecher vieler verschiedener burjatischen Dialekte wie auch der komplizierten Rechtschreibung.
Agvaan Lchaaramba selbst ließ nicht nur 1908 eine Grammatik mitsamt dem Alphabet seiner neuen Schrift in Sankt Petersburg drucken, sondern gab zwischen 1906 und 1910 verschiedene linguistische und folkloristische Bücher in seinem eigenen kleinen Verlag heraus. In Burjatien wurde die Schrift immerhin mit einigem Interesse aufgenommen, handelte es sich doch um eine speziell für das Burjatische konstruierte Schrift, die sicherlich auch eine Identifikationsmöglichkeit bot.
Nachdem die Burjaten zwischen 1931 und 1937 ein lateinisches Alphabet benutzten, wurde schließlich unter dem Einfluss der Russen die kyrillische Schrift eingeführt. Heute ist die Vagindra in erster Linie von linguistischem Interesse für die Wissenschaft.